# 曾珍
曾珍（ZENG Zhen，1993年11月28日—），四川成都人，中国女子花样游泳運動員。

## 簡歷
四川花样游泳教練郑嘉認為，曾珍的特点是能力强，专项技术比较过硬，体能方面也有优势，表现力上面也有激情。
2014年9月，曾珍與隊友參加韓國仁川舉行的2014年亞洲運動會韻律泳比賽，在集体项目及自由組合項目奪得兩面金牌。
2015年7至8月，曾珍與隊友出戰俄羅斯喀山舉辦的世界游泳錦標賽韻律泳比賽，先後在集體技術自選、集體自由自選及自由組合項目，奪得三面銀牌。